# 鄧弘
鄧弘（1世纪—115年），字叔纪，南阳郡新野县（今河南省新野县）人。东汉经学家，邓训第四子，邓骘、邓京、邓悝的弟弟，和熹皇后邓绥、邓阊的哥哥。
邓绥为汉和帝贵人，邓骘、邓弘兄弟担任郎中。邓绥立为皇后。邓骘官至虎贲中郎将，邓京、邓悝、邓弘、邓阊担任黄门侍郎。邓京在官任上去世。延平元年（106年）四月十九日，汉殇帝任命虎贲中郎将邓骘为车骑将军、仪同三司。任命黄门侍郎邓悝为虎贲中郎将，邓弘、邓阊二人为侍中。永初元年（107年）四月，汉安帝将车骑将军邓骘封为上蔡侯、城门校尉邓悝封为叶侯、虎贲中郎将邓弘封为西平侯、黄门郎邓阊封为西华侯，各自享有一万户的食邑。
邓弘生性节俭朴素，研究欧阳氏解释的《尚书》，曾在宫中教授汉安帝。元初二年（115年）前虎贲中郎将邓弘去世。有司建议追赠邓弘为骠骑将军，位居特进，并封为西平侯。邓太后追念邓弘的志愿，不赠官爵、衣服，只赐钱一千万，布一万匹。邓弘的哥哥邓骘等人仍辞不受。太后诏封邓弘的儿子邓广德封为西平侯。下葬之前，有司再奏，请征北军五营轻车骑士护灵，礼仪如同西汉霍光旧例。邓太后不准，只许用白盖丧车，两名骑士护卫，由邓弘的学生门生送葬。后因邓弘做过安帝的师傅，于是分割西平国的封土，封邓广德的弟弟邓甫德为都乡侯。